# Jann
Jan Rozmanowski, beter bekend onder de naam Jann, (12 februari 1999)  is een Poolse singer-songwriter.  

## Biografie
Rozmanowski werd geboren in de Poolse stad Lublin. Hij groeide op in Garwolin.  Waar hij woonde met zijn ouders Edyta en Jacek Rozmanowski en zijn broers en zussen. Jann heeft twee oudere zussen en een oudere broer, ook heeft hij twee jongere broertjes en twee jongere zusjes. 
In 2013 nam het gezin deel aan het eerste seizoen van de realityserie Nasz nowy dom die werd uitgezonden door de Poolse televisiezender Polsat.
Op twaalfjarige leeftijd vervulde Jann een rol in de opera King Roger in het Grand Theatre in Warschau.  Deze ervaring inspireerde hem om een muzikale opleiding te volgen aan de Garwolin Music School. Hij heeft drie jaar lang op deze school gezeten. Jann verliet de school op zestienjarige leeftijd omdat hij samen met zijn familie verhuisde naar het Noord-Ierse Lurgan.  In Noord-Ierland ging hij naar St Colman's College. Daarnaast bleef hij bezig met muziek studeren, dit deed hij door lessen te volgen aan Flynn Performing Arts.  In 2018 begon Jann zijn opleiding aan het British and Irish Modern Music Institute in Londen. Hij heeft zijn opleiding hier echter niet afgerond. Hij stopte met de opleiding om zich te focussen op een professionele muziekcarrière.  

## Carrière

### Het begin van zijn carrière
In november 2020 debuteerde Jann met de single 'Do You Wanna Come Over?' In 2022 volgde zijn eerste ep genaamd Power.  Op 14 oktober 2022 bracht Jann zijn single Gladiator uit. Deze single zorgde voor zijn doorbraak. 

### Poolse voorrondes voor het Eurovisiesongfestival

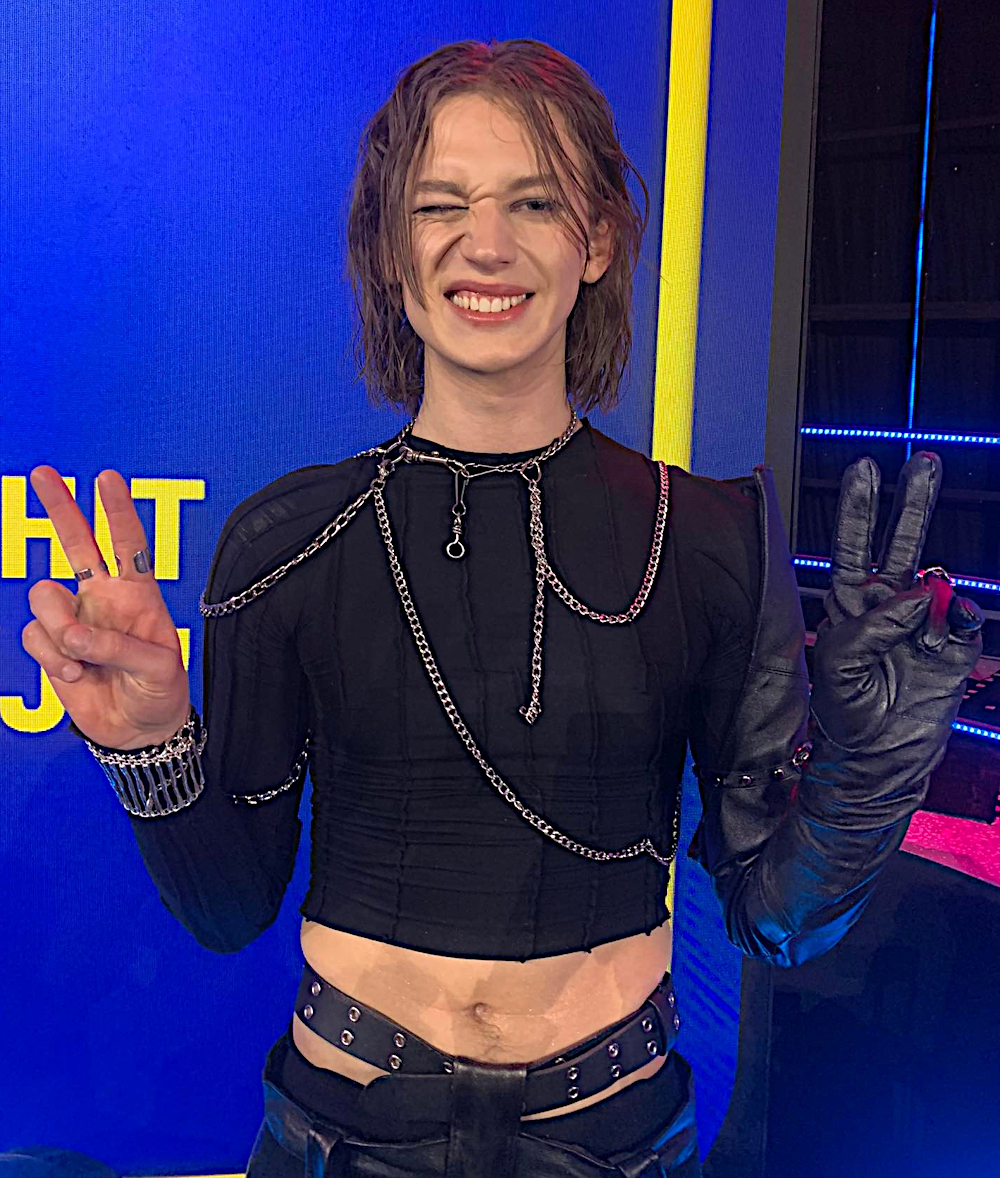
Jann in 2023, na deelname aan Tu bije serce Europy

Op 26 februari 2023 nam Jann deel aan de finale van Tu bije serce Europy. In deze wedstrijd wordt er gekozen welke artiest er namens Polen deel mag nemen aan het Eurovisiesongfestival. Jann nam deel aan deel wedstrijd met het nummer Gladiator. Ondanks het feit Jann het maximale aantal punten van de publieksstemmen ontving, eindigde Jann op de tweede plek met 19 punten. Jann werd geliefd door de toeschouwers ontving, maar was geen favoriet van de jury en ontving slechts zeven punten van de jury. Terwijl de resultaten bekend werden gemaakt, werd er geboe'd door het publiek. 
Na de grote finale werd er gespeculeerd dat de jury had geknoeid met de resultaten. Dit was een gevolg van een post van de Poolse televisiezender TVP. Op deze post werd gedeeld dat Blanka de finale had gewonnen. Deze post werd echter gepubliceerd om 15:30, uren voordat de stemmen waren geteld en de winnaar bekend werd gemaakt. De post werd verwijderd, maar er staan nog altijd screenshots online. Deze post veroorzaakte uiteraard commotie. Naast de post van TVP waren er nog meer redenen om fraude te vermoeden. Zo werd er beweerd dat Blanka contacten had bij de Poolse jury. Ze zou Allan Krupa, de zoon van de juryvoorzitter, persoonlijk kennen. Dit gerucht werd echter ontkend door Krupa. Een ander Jurylid die in twijfel werd getrokken is Agustin Egurrola. De achtergronddansers van Blanka waren dansers van de Volte Dance Group, een dansgroep van Egurrola. Hierdoor werd hij verdacht van vriendjespolitiek. Daarnaast werd er ook nog gesproken over nepotisme, omdat Blanka een rijke en invloedrijke familie heeft. Door velen werd de conclusie getrokken dat de jury ervoor zorgde dat Blanka Polen mocht vertegenwoordigen op het Eurovisiesongfestival. Om dit resultaat te bereiken zou de jury dus minder punten hebben toegekend aan Jann. Waardoor zijn succes bij de publieksstemmen uit werd gebalanceerd. Fans van Jann namen dit resultaat niet in dank af en begonnen petities met als doel om Jann naar het Eurovisiesongfestival te sturen in plaats van Blanka.  De petities bereikten echter niet het gewenste resultaat.  

### Na de voorrondes

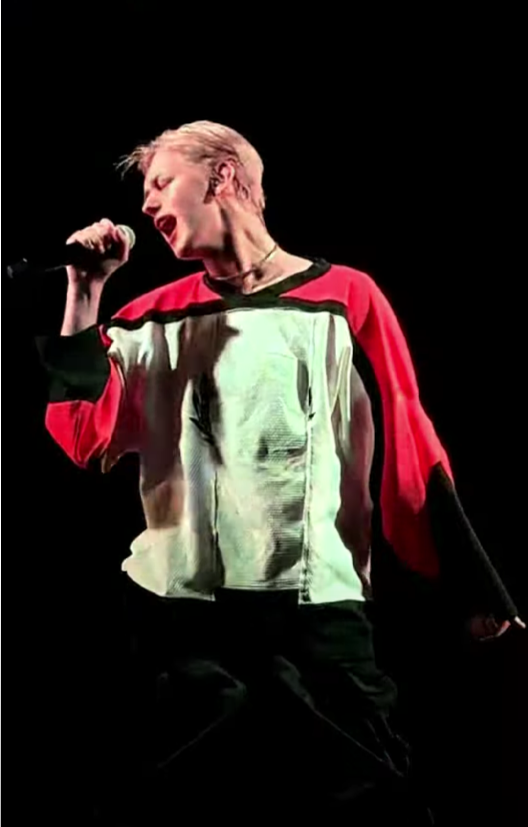
Jann in 2024, tijdens een concert

Na de finale werd de single Gladiator van de een op andere dag een groot succes. Hierop volgde de zogeheten 'Gladiator tour' Hij begon aan deze tour in april 2023, met concerten in onder meer Warschau, Poznań en Krakau. Zijn concerten leverde positieve reacties op.  In de herfst van 2023 ging Jann nogmaals op tour. Hij trad voornamelijk op in Polen. Op 2 juni 2023 bracht Jann de single genaamd 'Need a break' uit. Later die maand was Jann een van de hoofdacts op Het Orange Warsaw Festival. Ook was hij gastartiest tijdens een optreden van de Amerikaanse band Thirty Seconds to Mars. 
In september 2023 bracht Jann de single 'The Letter' uit. In december 2023 volgde de single 'Charsima'. In januari 2024 trad Jann op, op Noorderslag. Ook startte Jann de zogeheten 'Jann_Tour International' in februari. Na deze tour ging hij op tour met Madison Beer, voor wie hij de openingsact was. Na deze tours kondigde Jann een tour aan die plaats vond in de herfst van 2024.  Deze tour vond plaats in Europa, onder meer in Polen, Duitsland, het VK en Nederland (Amsterdam).  Begin 2025 ging Jann op tour in Noord-Amerika.  Hij gaf hier 3 concerten. Waarvan er twee plaats vonden in de VS en een in Canada. 
In juni 2025 bracht Jann de nieuwe ep 'MADE' uit. Dit deed hij op een ongebruikelijke manier. Vijf dagen lang bracht hij elke dag een nieuw nummer uit. Zo eindigde hij op vrijdag 13 juni met een ep bestaande uit zes nummers (een van de nummers werd al eerder uitgebracht). De ep bestond voornamelijk uit onbewerkte demo's. Op deze manier kregen luisteraars een kijkje in het creatieve proces. Ook wilde de ep niet voor anderen maken, maar maakte de ep enkel voor zijn eigen plezier.

## Discografie

### Albums
| Titel                                              | Details                                          | Hoogst behaalde plek in de hitlijst |
| Titel                                              | Details                                          | Polen                               |
| -------------------------------------------------- | ------------------------------------------------ | ----------------------------------- |
| I store my fear and my pain in the nape of my neck | - Uitgebracht op 11 oktober 2024 - Label: Fonobo | 9                                   |

### Ep's
| Titel | Details                                        |
| ----- | ---------------------------------------------- |
| Power | - Uitgebracht op 25 maart 2022 - Label: Fonobo |

- MusicBrainz: 77c6fdb2-25f0-447e-a2a4-a4e43ed36f3b
- Virtual International Authority File: 37166060257180321365